# Dörvön chikhtei khuur
Le dörvön chikhtei khuur (mongol : ᠳᠥᠷᠪᠡᠨ
ᠴᠢᠬᠢ ᠲᠡᠢ
ᠬᠤᠭᠤᠷ, cyrillique : дөрвөн чихтэй хуур) également connu sous le pipa/biwa , bisaanz , khyalgasan khuur, khiil, araltu khuur (huqin), est un instrument similaire au khuuchir mongol: ᠬᠤᠭᠤᠴᠢᠷ Хуучир, sihu (chinois : 四胡 ; pinyin : sìhú. Ce sont des violons à pointe, le khuuchir  est un instrument de musique à deux cordes et  le 'Dorvon Chikhtei Khuur est à quatre cordes. D'origine mongole, ils sont utilisés dans la musique chinoise. Il appartient à la famille du huqin,.

## Facture
Chikhtei signifie « avoir des oreilles », (déclinaison de chikh (чих), oreille) en mongol et le nom dörvön chikhtei khuur se traduit par « à quatre oreilles ».
L'instrument est une vièle mongole, dont le corps est un cylindre taillé dans du bois. De forme octogonale ou hexagonale, le dessus de la table d'harmonie est recouvert d'une peau de mouton ou de serpent. Sur une tige de bois effilée, qui forme le cou, les cordes en boyau, sont rattachées aux barrettes d'accord en chevauchant un petit pont collé sur la table qui se prolonge jusqu'à la pointe saillante de l'instrument. Un petit anneau métallique, est accroché à la tige de bois. Ils'ajuste pour modifier la hauteur des cordes de manière à modifier l'amplitude des sons. Les cordes sont frottées avec un archet, fait en crin de cheval qui les entrecroise. Elles sont accordées à l'unisson et séparées d'un cinquième

## Jeu
Le jeu avec les deux instruments n'est pas fait à l'identique. La technique du Khuuchir est la plus simple à réaliser, l'arc ne frotte que deux cordes. Ainsi pour jouer  la corde haute, le musicien  incline son instrument vers l'avant et pour jouer  la corde basse, il se penche vers l'arrière. Sur le dörvön chikhtei khuur, la technique est plus complexe, compte tenu du fait que les deux chaînes hautes alternent avec les deux chaînes basses. L'arc doit être divisé en deux, pour permettre un basculement du corps plus loin en avant, afin de jouer les deux cordes aiguës et de s'incliner vers l'arrière afin de jouer les deux cordes basses.